# Wissa (biskup koptyjski)
Wissa (ur. 16 lipca 1939 w Tancie) – duchowny Koptyjskiego Kościoła Ortodoksyjnego, od 1975 biskup Al-Baljany.

## Życiorys
Święcenia kapłańskie przyjął 3 lipca 1973. Sakrę biskupią otrzymał 22 czerwca 1975. W 2006 uzyskał godność metropolity.